# Ташчишма
Ташчишма (Таш-Шишма) (баш. Ташшишмә) — деревня в Илишевском районе Республики Башкортостан Российской Федерации. Входит в состав Бишкураевского сельсовета. 

## География

### Географическое положение
Расстояние до:
- районного центра (Верхнеяркеево): 30 км,
- центра сельсовета (Бишкураево): 5 км,
- ближайшей ж/д станции (Буздяк): 101 км.

## Население
| 2002 | 2009 | 2010 |
| ---- | ---- | ---- |
| 21   | ↘8   | ↗9   |

Национальный состав
Согласно переписи 2002 года, преобладающая национальность — башкиры (100 %).